# Weltklasse Zürich
Weltklasse Zürich (em português: Classe Mundial Zurique) é um meeting de atletismo que se realiza anualmente no estádio Letzigrund, em Zurique, na Suíça. Tem lugar na segunda quinzena de agosto e é uma das etapas da Liga Dourada da IAAF.

O Weltklasse Zürich é considerado um dos mais prestigiados eventos de atletismo, de entre os que se disputam num único dia. Para muitos adeptos da modalidade, é conhecido como os Jogos Olímpicos numa noite pelo facto de, tradicionalmente, reunir os melhores atletas das várias disciplinas disputadas. 

## Recordes

### Recordes do mundo
24 recordes mundiais foram batidos neste meeting:
| Data                 | Vencedor(es)                 | País               | Provas(s)           | Marca    |
| -------------------- | ---------------------------- | ------------------ | ------------------- | -------- |
| 7 de julho de 1959   | Martin Lauer                 | Alemanha Ocidental | 110 m barreiras     | 13"2     |
| 7 de julho de 1959   | Martin Lauer                 | Alemanha Ocidental | 200 m barreiras     | 22"5     |
| 21 de junho de 1960  | Armin Hary                   | Alemanha Ocidental | 100 metros          | 10"0     |
| 4 de julho de 1969   | Willie Davenport             | Estados Unidos     | 110 m barreiras     | 13"2     |
| 6 de julho de 1973   | Rod Milburn                  | Estados Unidos     | 110 m barreiras     | 13"1     |
| 20 de agosto de 1975 | Faina Melnyk                 | União Soviética    | lançamento do disco | 70.20 m  |
| 15 de agosto de 1979 | Sebastian Coe                | Reino Unido        | 1500 metros         | 3'32"03  |
| 13 de agosto de 1980 | Tatyana Kazankina            | União Soviética    | 1500 metros         | 3'52"47  |
| 19 de agosto de 1981 | Sebastian Coe                | Reino Unido        | milha               | 3'48"53  |
| 19 de agosto de 1981 | Renaldo Nehemiah             | Estados Unidos     | 110 m barreiras     | 12"93    |
| 22 de agosto de 1984 | Evelyn Ashford               | Estados Unidos     | 100 metros          | 10"76    |
| 21 de agosto de 1985 | Mary Slaney-Decker           | Estados Unidos     | milha               | 4'16"71  |
| 17 de agosto de 1988 | Harry "Butch" Reynolds       | Estados Unidos     | 400 metros          | 43"29    |
| 17 de agosto de 1988 | Carl Lewis                   | Estados Unidos     | 100 metros          | 9"93     |
| 16 de agosto de 1989 | Roger Kingdom                | Estados Unidos     | 110 m barreiras     | 12"92    |
| 7 de agosto de 1991  | Marsh/Burrell/Mitchell/Lewis | Estados Unidos     | 4 x 100 metros      | 37"67    |
| 19 de agosto de 1992 | Moses Kiptanui               | Quênia             | 3000 m obstáculos   | 8'02"08  |
| 16 de agosto de 1995 | Moses Kiptanui               | Quênia             | 3000 m obstáculos   | 7'59"18  |
| 16 de agosto de 1995 | Haile Gebrselassie           | Etiópia            | 5000 metros         | 12'44"39 |
| 14 de agosto de 1996 | Svetlana Masterkova          | Rússia             | milha               | 4'12"56  |
| 13 de agosto de 1997 | Wilson Boit Kipketer         | Quênia             | 3000 m obstáculos   | 7'59"08  |
| 13 de agosto de 1997 | Wilson Kipketer              | Dinamarca          | 800 metros          | 1'41"24  |
| 13 de agosto de 1997 | Haile Gebrselassie           | Etiópia            | 5000 metros         | 12'41"86 |
| 18 de agosto de 2006 | Asafa Powell                 | Jamaica            | 100 metros          | 9"77     |

### Recordes do Meeting

#### Homens
| Prova             | Marca        | Atleta             | País           | Ano  |
| ----------------- | ------------ | ------------------ | -------------- | ---- |
| 100 metros        | 9.83 s       | Usain Bolt         | Jamaica        | 2008 |
| 200 metros        | 19.99 s      | Calvin Smith       | Estados Unidos | 1985 |
| 400 metros        | 43.29 s      | Butch Reynolds     | Estados Unidos | 1988 |
| 800 metros        | 1:41.24 min  | Wilson Kipketer    | Dinamarca      | 1997 |
| 1500 metros       | 3:26.45 min  | Hicham El Guerrouj | Marrocos       | 1998 |
| 5000 metros       | 12:41.86 min | Haile Gebrselassie | Etiópia        | 1997 |
| 110 m barreiras   | 12.92 s      | Roger Kingdom      | Estados Unidos | 1989 |
| 400 m barreiras   | 47.10 s      | Samuel Matete      | Zâmbia         | 1991 |
| 3000 m obstáculos | 7:56.54 min  | Saif Saeed Shaheen | Catar          | 2006 |
| 4 x 100 metros    | 37.67 s      | Estados Unidos     | Estados Unidos | 1991 |
| Comprimento       | 8.60 m       | Iván Pedroso       | Cuba           | 1995 |
| Dardo             | 92.28 m      | Raymond Hecht      | Alemanha       | 1996 |

#### Mulheres
| Prova           | Marca       | Atleta                | País              | Ano  |
| --------------- | ----------- | --------------------- | ----------------- | ---- |
| 200 metros      | 21.66 s     | Merlene Ottey         | Jamaica           | 1990 |
| 400 metros      | 48.86 s     | Jarmila Kratochvílová | Tchecoslováquia   | 1982 |
| 800 metros      | 1:55.19 min | Maria Mutola          | Moçambique        | 1994 |
| 100 m barreiras | 12.39 s     | Gail Devers           | Estados Unidos    | 2000 |
| Vara            | 4.88 m      | Yelena Isinbayeva     | Rússia            | 2008 |
| Altura          | 2.04 m      | Venelina Veneva       | Bulgária          | 2006 |
| Comprimento     | 7.39 m      | Heike Drechsler       | Alemanha Oriental | 1985 |